# ورودی قدیمی تربت جام فریمان
ورودی قدیمی تربت جام فریمان مربوط به دوره پهلوی است و در شهرستان فریمان، شهر فریمان - انتهای خیابان طالقانی واقع شده و این اثر در تاریخ ۲۵ آبان ۱۳۸۴ با شمارهٔ ثبت ۱۳۸۸۴ به‌عنوان یکی از آثار ملی ایران به ثبت رسیده‌است.